# يواكيم فاريا
يواكيم فاريا (بالبرتغالية: Joaquim Faria‏) هو مجدف برازيلي، (ولد في ريو دي جانيرو في البرازيل 1904  م).

## وصلات خارجية
- يواكيم فاريا على موقع الاتحاد الدولي للتجديف (الإنجليزية)
- يواكيم فاريا على موقع أوليمبيديا (الإنجليزية)